# Kustaa Pihlajamäki
Kustaa Kustaanpoika Pihlajamäki (ur. 7 kwietnia 1902 w Nurmo, zm. 10 lutego 1944 w Helsinkach) – fiński zapaśnik. Trzykrotny medalista olimpijski. Krewny Hermanniego.
Walczył w obu stylach, jednak wszystkie trzy medale olimpijskie wywalczył w wolnym. Pierwszy wywalczył w Paryżu w 1924. Cztery lata później zdobył srebrny medal. Nie zdobył medalu na IO 32, jednak w 1936 w Berlinie wywalczył swój drugi złoty krążek olimpijski. Wielokrotnie był mistrzem Finlandii (w obu stylach) i Europy (w stylu klasycznym). 

## Starty olimpijskie
Paryż 1924
- styl wolny do 56 kg – złoto

Amsterdam 1928
- styl wolny do 61 kg – srebro

Los Angeles 1932
Berlin 1936
- styl wolny do 61 kg – złoto